# Olof Daniel Holmgren
Olof Daniel Holmgren, född 1776 i Grythyttan, död 1847 i Örebro, var en svensk jurist och brukspatron.
Han var son till Olof Holmgren (1719–1786) och Ulrika Eleonora Luthman samt gift med Katarina Maria Wahlund (1780–1857) som var dotter till brukspatronen Gustav Wahlund (1747–1826). Paret fick döttrarna Sofia Holmgren (1809–1870) som var gift med auditören Karl Vilhelm Geijer (1809–1865) och Brita Karolina Holmgren (1812–1849) som var gift med Per Alfred Sundström (1818–1899).
Efter faderns död gifte modern om sig 1788 med sin kusin kaptenen Gustaf Fabian Stierncrantz (1750-1800) som kom att bli hans styvfar, men Stierncrantz kom inte att ha någon del i brukets verksamhet. Han blev ensam ägare till faderns bruksverksamhet 1786 men satte inga större avtryck i brukets historia. Holmgren studerande juridik vid Uppsala universitet 1789–1793. Efter examen återvände han till Rockesholm för att leda brukets dagliga drift. När hans hustru sökte boskillnad 1821, tvingades han överlåta bruket till sin svärfar för att tillfredsställa sina fordringsägare och för att själv erhålla existensmedel. Han valde att flytta till Örebro efter bodelningen medan hustrun bodde kvar på Rockesholms herrgård och förvaltade bruket med hjälp av sin far, förvaltare och särskilt förordnade gode män. Vid arvskiftet efter hustrun 1857 övergick Rockesholm och Flosjötorps bruk till hennes avlidna dotters man bruksinspektoren och postmästaren Per Alfred Sundström. Holmgren och hans familj ligger begravd på Rockesholms kyrkogård.  